# Есмонд Едвардс
Е́смонд Е́двардс (англ. Esmond Edwards; 29 жовтня 1927, Нассау, Багамські Острови — 20 січня 2007, Санта-Барбара, Каліфорнія) — американський джазовий фотограф, музичний продюсер, інженер звукозапису. Працював на лейблі Prestige Records.

## Біографія
Народився 20 червня 1932 року в Нассау, Багамські о-ви в ямайській родині Мозеса і Люсіль Едвардс, які були вихідцями з Кінгстона. Коли вивчав рентгенологію в Міському коледжі Нью-Йорка, зацікавився фотографією, почав робити знімки місцевих джазових музикантів. У підсумку його фотографії джазових музикантів та танцівників були опубліковані в газетах «New York Times» та «Photography».  
У 1957 році разом з ударником Артуром Тейлором прибув на студію лейблу Prestige Records для запланованої фотосесії. Власник Prestige Боб Вейнсток був настільки вражений роботами Едвардса, що запропонував йому роботу на лейблі; почавши як клерк, Едмондс у підсумку став працювати як музичний продюсер. Спродюсував альбоми Ширлі Скотт, Едді Локджо Девіса, Джека Макдаффа та ін. Працював на дочірніх лейблах Prestige: Bluesville, Moodsville, New Jazz і Swingville. У 1965 році був номінований на премію «Греммі» за найкращий запис року як продюсер пісні «The 'In' Crowd», записаної тріо Рамсі Льюїса.
У 1967 році став керівником MGM, дочірнього лейблу Verve, ставши одним з найперших афро-американців, які очолили крупний лейбл. Через три роки переїхав до Чикаго і став віце-президентом/A&R-менеджером на лейблі Chess Records, де працював з відомими блюзовоми і ритм-енд-блюзовими виконавцями, як Мадді Вотерс, Чак Беррі і Б. Б. Кінг.  
Після завершення кар'єри, переїхав з дружиною в Санта-Барбару, штат Каліфорнія, де помер 20 січня 2007 року від раку.